# Равицкий, Игорь Николаевич

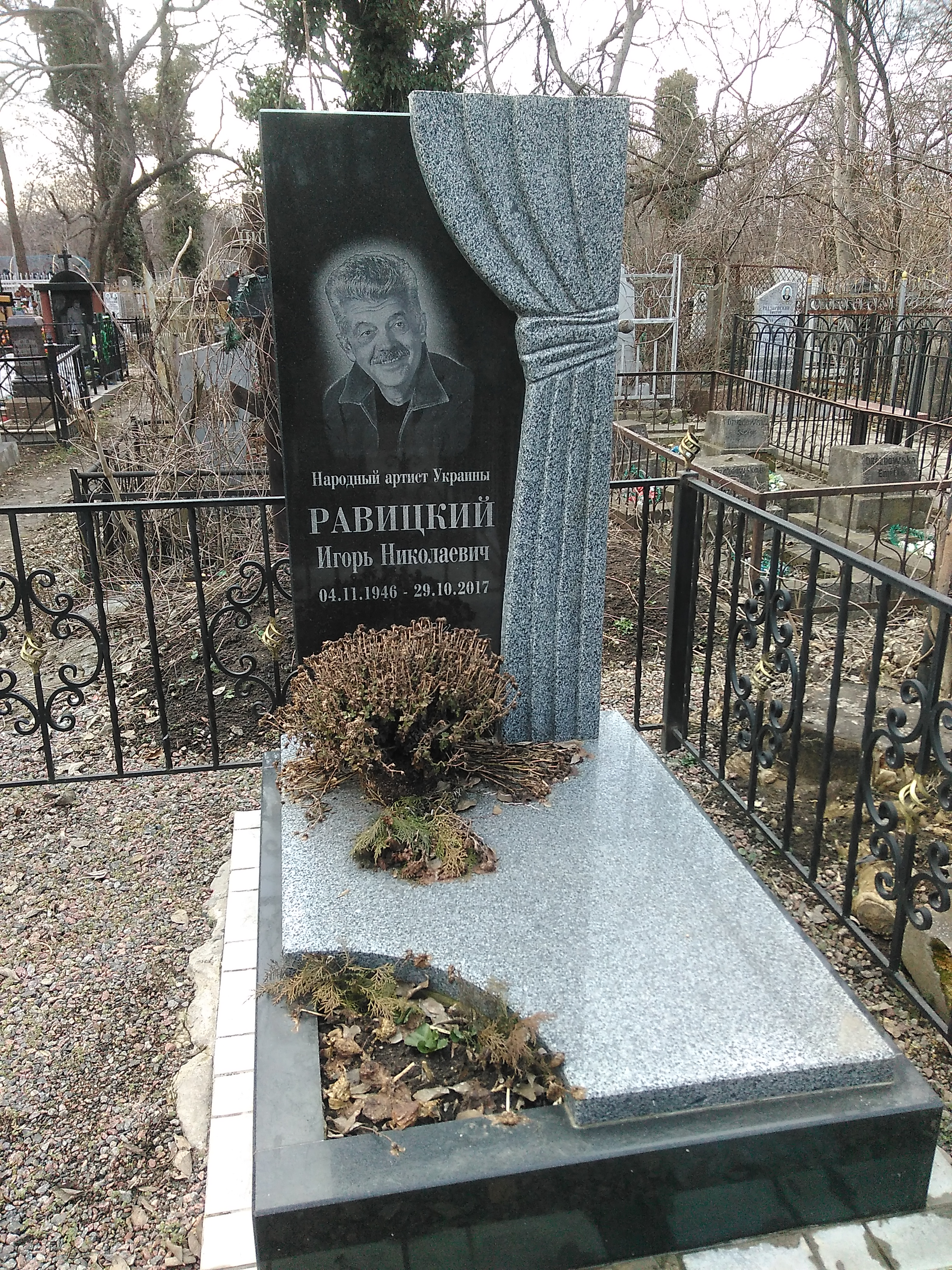

Игорь Николаевич Равицкий (укр. Ігор Миколайович Равицький; 4 ноября 1946, Дрогобыч — 29 октября 2017) — советский и украинский театральный режиссёр, народный артист Украины (2000).

## Биография
Игорь Николаевич Равицкий родился 4 ноября 1946 года в Дрогобыче. Сын режиссёра Николая Петровича Равицкого. Мать — театральная актриса Алиса Равицкая.
В 1969 году закончил Киевский театральный институт, где учился на курсе Ивана Чабаненко и Михаила Верхацкого.
В 1969—1988 годах работал в Сумском театре драмы и музыкальной комедии имени М. С. Щепкина. С 1988 года художественный руководитель Одесского украинского музыкально-драматического театра имени Василя Василько.

## Личная жизнь
- Жена Ольга Равицкая — народная артистка Украины.
- Старший сын Роман — актёр Киевского Молодого театра.
- Младший сын Антон — ведущий утреннего шоу Утро в большом городе на ICTV.

## Звания
- Заслуженный артист Украинской ССР (1981).
- Народный артист Украины (2000).

## Спектакли
- «Назар Стодоля» Тараса Шевченко (1972).
- «Богдан Хмельницький» Александра Корнейчука (1974).
- "Тевье Молочник" Шолом Алейхема поставлен в Одесском Академическом Украинском театре (1984).
- «Солдатская вдова» Николая Анкилова (1985).
- «Сыновья Адама» Василия Василько по повести Ольги Кобылянской (1993).
- «Утомлённые солнцем» Рустама Ибрагимбекова и Никиты Михалкова (1995).
- «Чёрная смерть в глазах твоих» по повести Юзефа Крашевского «Хата за селом» (1996).
- «Место моего детства» по пьесе «Старые дома» Георгия Голубенко, Леонида Сущенко и Валерия Хаита (2014) .